# Gottfried Hansen

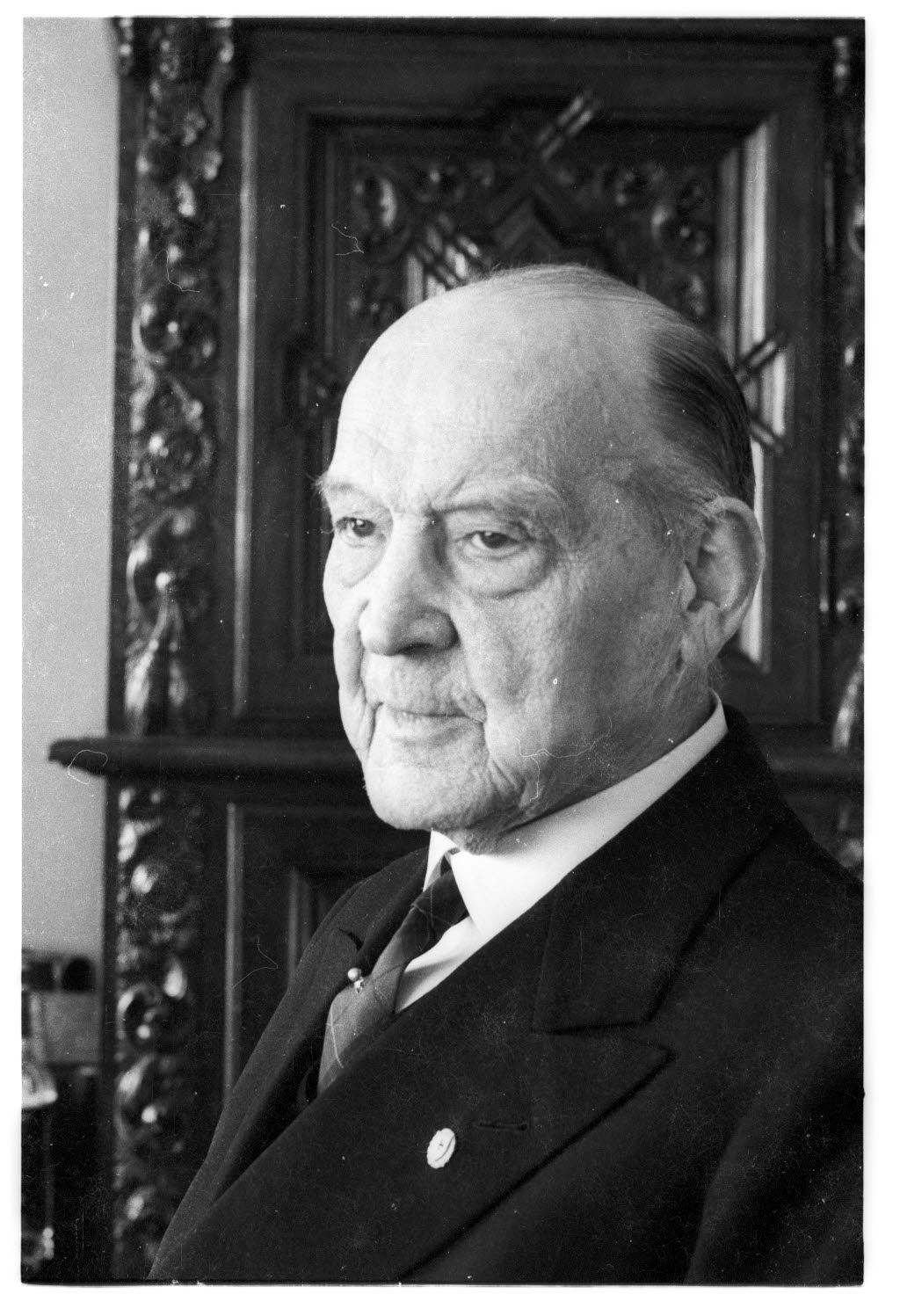
Gottfried Hansen, 1966

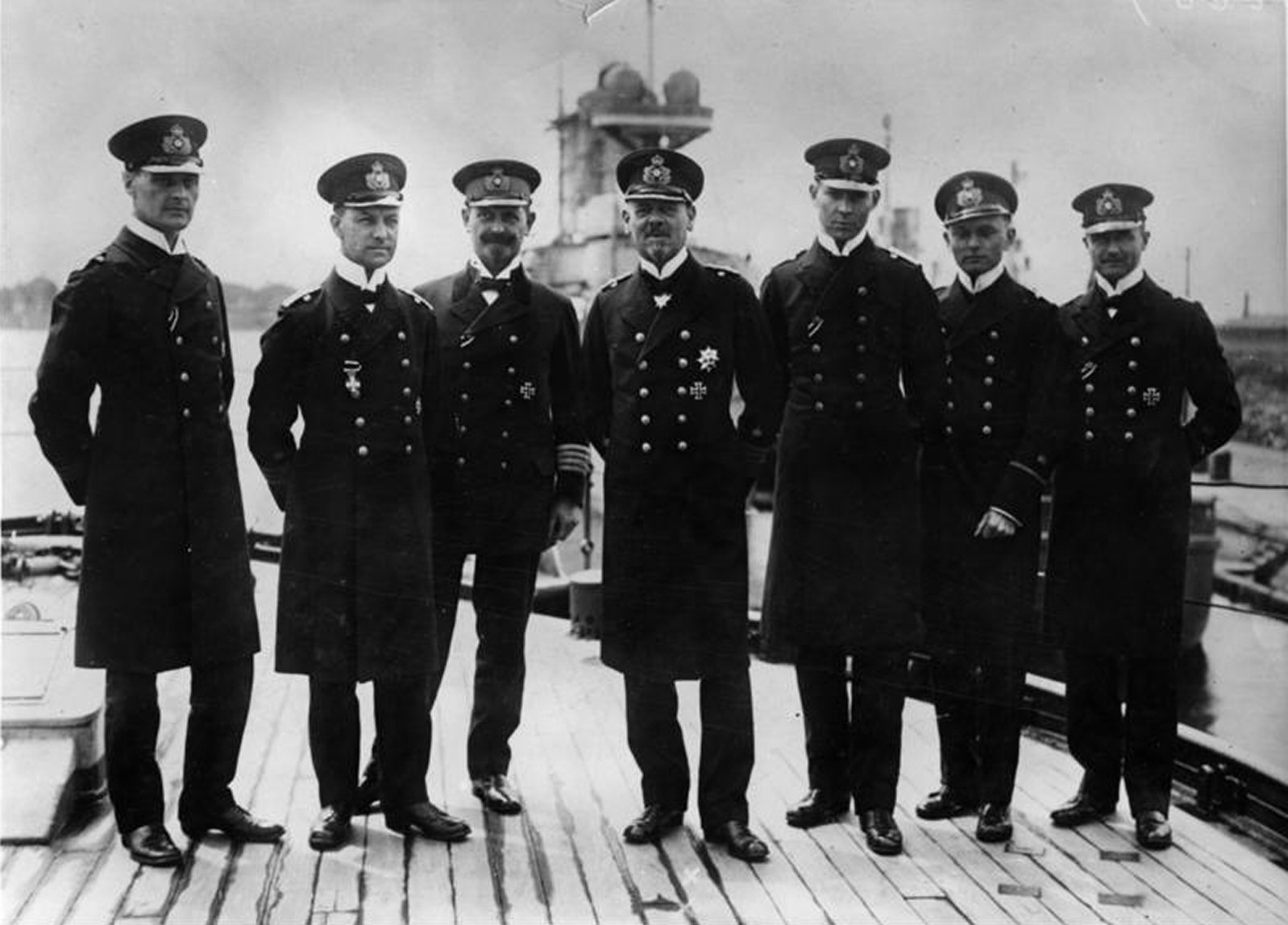
Gottfried Hansen (Dritter von rechts) im Stab von Vizeadmiral Hipper (Mitte), 1916

Gottfried Hansen (* 8. November 1881 in Rendsburg; † 16. Juli 1976 in Kiel) war ein deutscher Admiral und Funktionär der deutschen Veteranenverbände nach dem Zweiten Weltkrieg.

## Leben
Hansen trat 1898 als Kadett in die Kaiserliche Marine ein. Bei Ausbruch des Ersten Weltkrieges war er als Kapitänleutnant Erster Artillerieoffizier an Bord des Linienschiffes Schleswig-Holstein; als Zweiter Stabsoffizier des Admirals Hipper nahm er 1916 an der Skagerrakschlacht teil. Für seine Leistungen während des Krieges war Hansen mit beiden Klassen des Eisernen Kreuzes, dem Ritterkreuz des Königlichen Hausordens von Hohenzollern mit Schwertern, dem Ritterkreuz I. Klasse des Albrechts-Ordens sowie mit dem Österreichischen Militärverdienstkreuz III. Klasse mit Kriegsdekoration ausgezeichnet worden.
Er blieb auch nach dem Ende des Krieges Marineoffizier, jedoch in der Verwaltung an Land, bevor er 1926 nacheinander die beiden Linienschiffe Schleswig-Holstein und Braunschweig kommandierte. Im Anschluss diente er als Inspekteur der Marine-Artillerie; mit seiner Beförderung zum Konteradmiral 1928 wurde er Chef der Marinestation der Ostsee in Kiel. Nach der Beförderung zum Vizeadmiral 1930 wurde er am 30. September 1932 unter Verleihung des Charakters als Admiral in den Ruhestand verabschiedet.
Von 1938 bis zu dessen kriegsbedingter Einstellung 1944 gab er im Auftrag der Marine das nautische Jahrbuch  Nauticus: Jahrbuch für Deutschlands Seeinteressen heraus.
Am 24. Mai 1939 wurde Hansen reaktiviert und zur Verfügung der Kriegsmarine gestellt. Er war vom 17. November 1941 bis 30. Juni 1943 Leiter des Luftwaffenlehrstabes im Oberkommando der Kriegsmarine und erhielt zwischenzeitlich am 1. September 1942 das Patent zu seinem Dienstgrad.
Nach dem Zweiten Weltkrieg begann er, trotz der immer noch gültigen alliierten Verbote, in Form einer „Hansen-Kreis“ genannten informellen Gruppe mit der Gründung eines Verbandes der ehemaligen Soldaten. Nach dem Wegfall des Verbotes im Jahr 1949 wurde er Gründungsvorsitzender des Verbandes versorgungsberechtigter ehemaliger Berufssoldaten. In dieser Position betrieb er aktiv eine Verdrängungs- und Verharmlosungspolitik der Verbrechen der Zeit des Nationalsozialismus; so wandte er sich bereits 1950 mehrfach mit Denkschriften an Regierung und Bundestag: darin forderte er „die Anerkennung der Reinheit der Deutschen Wehrmacht“ und ihres unpolitischen Charakters und eine allgemeine Amnestie für die als „sogenannte Kriegsverbrecher“ verurteilten Wehrmachtsangehörigen. Auf der anderen Seite verteidigte er aber auch die Widerständler des 20. Juli 1944 vor dem damals bei den ehemaligen Berufssoldaten verbreiteten Vorwurf des Verrates. 1951 wurde er Vorsitzender des Verbandes deutscher Soldaten, was er bis 1956 blieb.
Hansen wurde 1956 das Große Verdienstkreuz der Bundesrepublik mit Stern verliehen. Er ist in einem Ehrengrab auf dem Kieler Nordfriedhof bestattet.